# Biostictis
Biostictis is een geslacht in de familie Stictidaceae. De typesoort is Biostictis rubiacearum.

## Soorten
Volgens Index Fungorum telt dit geslacht vijf soorten (peildatum december 2023):
| Soortnaam                 | Auteur(s)         | Publicatiejaar |
| ------------------------- | ----------------- | -------------- |
| Biostictis chroodiscoides | Sherwood          | 1978           |
| Biostictis psychotriae    | (Mont.) Sherwood  | 1977           |
| Biostictis puertoricensis | Sherwood          | 1977           |
| Biostictis rubiacearum    | (Pat.) Petr.      | 1950           |
| Biostictis tjibodensis    | (Racib.) Sherwood | 1980           |